# Kliment, Șumen
Kliment (în bulgară Климент) este un sat în comuna Kaolinovo, regiunea Șumen,  Bulgaria. 

## Demografie
Componența etnică a satului Kliment
     Romi (4,08%)
     Turci (84,82%)
     Bulgari (2,82%)
     Nicio identificare (8,26%)
La recensământul din 2011, populația satului Kliment era de 1.028 locuitori. Din punct de vedere etnic, majoritatea locuitorilor (84,82%) erau turci, existând și minorități de romi (4,08%) și bulgari (2,82%). Pentru 8,26% din locuitori nu este cunoscută apartenența etnică.